# Brent Everett

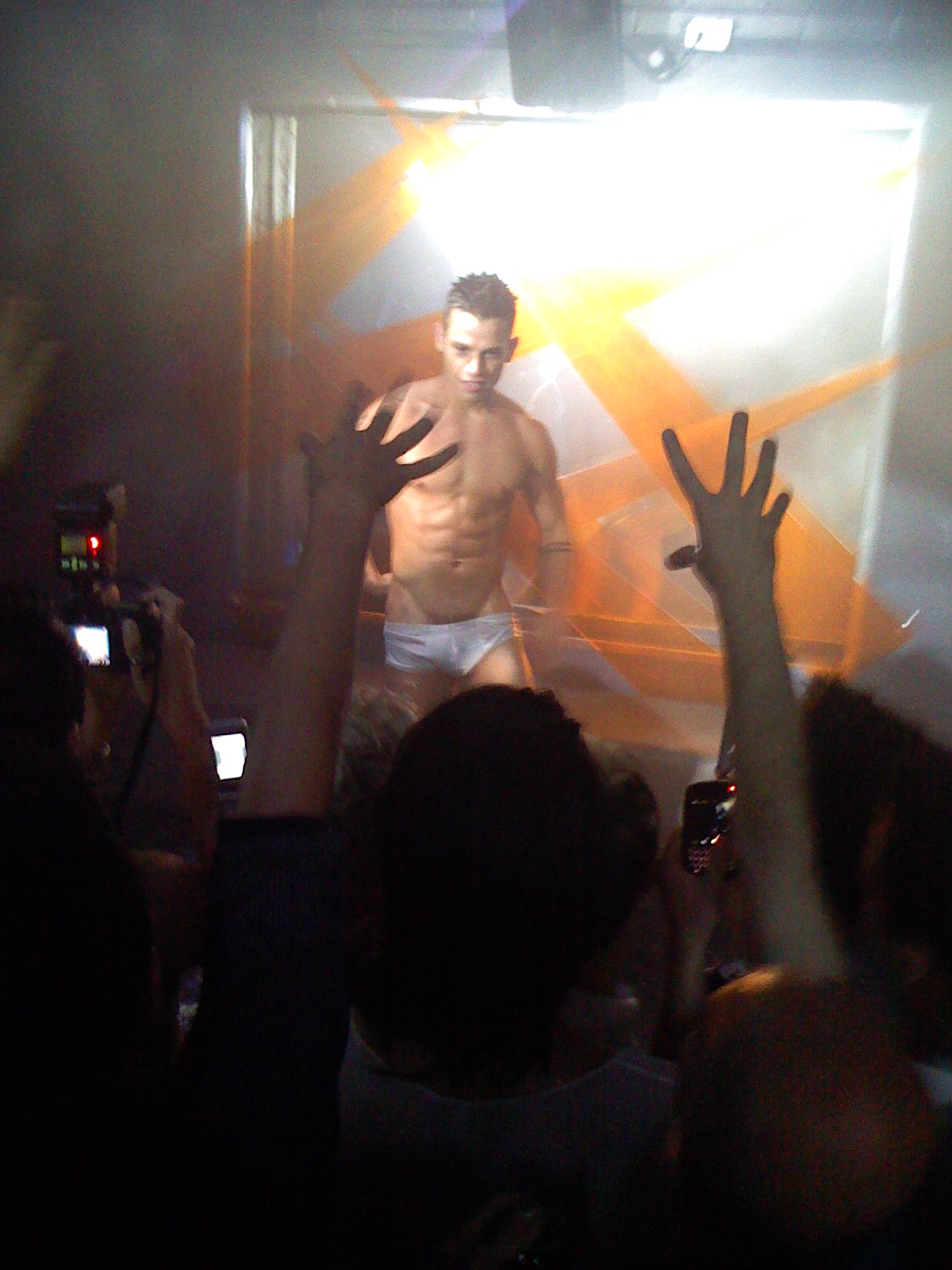
Brent Everett bei einem Auftritt in einer Bar (2009)

Brent Everett (eigentlich Dustin Germaine; * 10. Februar 1984 in Saskatchewan, Kanada) ist ein kanadischer Pornodarsteller. Er spielte in pornografischen Filmen für eine Vielzahl schwuler Pornostudios in den USA und gilt als „Superstar“ im Pornogeschäft. Seit seinen ersten Auftritten im Frühjahr 2003 hat Everett in über 40 Filmen mitgespielt.
Everett wuchs in Alberta auf. Bald nach Abschluss der High School startete er gemeinsam mit seinem damaligen Lebensgefährten Chase McKenzie seine Pornokarriere.
Er hat einige charakteristische Tattoos an seinen Armen. An seinem rechten Arm ist ein Tattoo, das eine Schriftrolle mit drei chinesischen Schriftzeichen abbildet, welche „Dustin“ buchstabieren (da si ding 达斯订). Unterhalb seines linken Ellbogens sind ferner zwei Linien tätowiert. Neben seinen Gesichtscharakteristika wird er auch wegen seines Waschbrettbauchs, seiner haarlosen Brust, seines 20 cm großen Penis sowie seiner Cumshots geschätzt.
Everett hatte in seinen Filmen auch Bareback-Auftritte, darunter auch im Alter von 18 Jahren bei seinem Debüt in Barebacking Across America für Tipo Sesso. Die meisten dieser Szenen waren mit seinem damaligen Freund Chase McKenzie, der in vielen Filmen mitspielte, bei denen Everett als Cover-Model erscheint. In den meisten Auftritten ist Everett der aktive Partner beim Analverkehr, aber in seinem Debüt mit McKenzie spielte er die passive Rolle.
Anders als viele seiner Darstellerkollegen hat Everett keinen Exklusivvertrag mit einem bestimmten Pornostudio unterschrieben. Dadurch hat er die Freiheit, von einer Firma zur nächsten zu wechseln. In der September-2003-Ausgabe von Freshmen war er das Centerfold-Model, bei der Freshman of the Year-Umfrage der Zeitschrift landete er 2004 auf dem 5. Platz. Im April 2007 war Everett Covermodel der Zeitschrift Dreamboys und er hat ebenfalls mehrfach als Modell für die Zeitschrift Playguy posiert. In den Jahren 2005 und 2006 war er in der Umfrage der Website jasoncurious.com der populärste männliche Pornodarsteller überhaupt, im Jahr 2007 immer noch die Nummer 4 der Top-Ten-Liste.
Seit Ende 2004 betreibt er seine eigene kommerzielle Website BrentEverett.com, 2005 gründete er sein eigenes Pornostudio, Triple X Studios. Im Oktober 2008 heiratete er seinen Lebensgefährten Steve Peña. Im November 2017 verkündete Peña die Trennung des Paars.
Für seine Hauptrolle in Sized Up wurde er 2007 für den GayVN Award nominiert.

## Filmografie

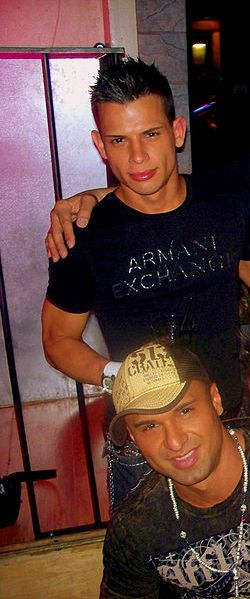
Brent Everett mit Ex-Ehemann Steve Pena (2012)

- 2003: Hard Heroes Pro Wrestling 2 (CAN-AM) Softcore
- 2003: Hard Heroes #4: Zero Vs Sticky String (CAN-AM) Softcore
- 2003: Navy Blues: Deeper in the Brig (Centaur Films)
- 2003: My Over-stuffed Jeans (Catalina Video)
- 2003: Manplay #10 (TitanMen)
- 2003: Fantasy Cum True 4: Aaron's 19th Birthday  (CruisingForSex)
- 2003: Barebacking Across America (Tipo Sesso)
- 2003: Cruising It (Studio 2000)
- 2003: Boyland (All Worlds)
- 2004: Cruisemaster's Road Trip 5, (CruisingForSex)
- 2004: Little Big League (Channel 1 Releasing), eine Szene findet Wiederverwendung in Sporting Wood (Rascal Video) 2010 und Pile on the Jocks (All World Video) 2012
- 2004: Schoolboy Crush (Cobra Video)
- 2004: Lookin' for Trouble  (Channel 1 Releasing)
- 2004: Fantasy Cum True 7: Sex Motel (CruisingForSex)
- 2004: Bareboned Twinks (Cobra Video)
- 2005: Super Soaked (Falcon Studios/Jocks) – Regie: Chi Chi LaRue
- 2005: Wicked (Channel 1 Releasing, Rascal Video) – Regie: Chi Chi LaRue
- 2005: Best of Brent Everett (CruisingForSex) Zusammenschnitt aus Fantasy come True 4: Aarons 19th Birstday, Fantasy come True 7: Sex Motel und Cruisemaster's Road Trip 5
- 2006: Little Big League 2: 2nd Inning (Channel 1 Releasing)
- 2006: Wantin’ More (Triple X Studios)
- 2006: Naughty Boy’s Toys (Cobra Video), wiederverwendete Szene aus Schoolboy Crush
- 2006: Sized Up (Channel 1 Releasing) – Regie: Chi Chi LaRue
- 2007: Startin Young 2 (Channel 1 Releasing)
- 2007: Grand Slam: Little Big League 4 (All World Video)
- 2010: Fuck U (Rascal Video)
- 2010: Brent Everett Is Wetter Than Ever (All World Video)
- 2010: Raising the Bar (All World Video)
- 2011: Take a Load Off (Channel 1 Releasing)
- 2011: Some Things Cum Up! (Channel 1 Releasing)
- 2011: Cock Trap (Channel 1 Releasing)
- 2011: Brother Fucker (Rascal Video)
- 2012: All about big Cocks (Channel 1 Releasing)
- In folgenden Zusammenschnitten sind Szenen von Brent zu finden: Fuck Fixtion 2, Eddie Stone Superstar, Jay Fisher Superstar, Tommy Ritter Superstar, Sean Storm's Collector's Edition, Benjamin Bradley Superstar, Brock Masters' Collector Edition, Tender Teens, Mitchell Rock Megastud!, Superstars Rising